# Hideaki Ueno
Hideaki Ueno (上野 秀章 Ueno Hideaki?), född 31 maj 1981 i Hokkaido prefektur, är en japansk före detta fotbollsspelare.
Ueno började sin karriär 2000 i Kyoto Purple Sanga (Kyoto Sanga FC). Med Kyoto Purple Sanga vann han japanska cupen 2002. 2004 blev han utlånad till Sanfrecce Hiroshima. Han gick tillbaka till Kyoto Purple Sanga 2006. 2009 flyttade han till Tokushima Vortis. Han avslutade karriären 2011.